# Distintivo araldico
Con distintivo araldico si intende un emblema,  o una impresa di alcune famiglie nobiliari, che, sotto forma di toppe o spille, viene riportato sulle livree, o sugli scudi (in questo caso dipinti sulla tavola), o sulle bandiere di guerra delle suddette famiglie. Il distintivo non necessariamente segue le regole dell'araldica, e spesso corrisponde al cimiero o ai sostegni dello stemma del nobile, e indossarlo, corrispondeva al dichiarare di essere un soldato o un servo di una determinata famiglia. L'emblema e il motto a volte possono essere uniti per crearne un solo distintivo; atto particolarmente diffuso nelle isole britanniche.
In ambito italiano sono famosi il nodo Savoia, e l'elefante dei Malatesta.
Essi facevano in modo di chi non era istruito in araldica riconoscesse la famiglia, se messi sugli stendardi possono sostituire i "banner of arms"(ossia rappresentazioni de contenuto dello scudo araldico su bandiera).                                                                                                          

## Storia
i distintivi araldici, nacquero  sotto il re d'Inghilterra, Edoardo III, e sotto il suo regno assunsero il valore che hanno oggi, usati a corte e nei tornei, Riccardo II tentò di renderli illegali rinunciando anche ai propri, fallendo,   nel '400 essi arrivarono al loro massimo livello di utilizzo, in questo secolo, in quanto l'Inghilterra era in un periodo di grandi conflitti, soprattutto nella guerra delle due rose, i soldati portavano giacchette, o pezzi di stoffa indossati come bandoliera, con sopra toppe che rappresentavano i Distintivi araldici dei nobili che servivano, oppure sotto forma di spille, sui vestiti o su i berretti.
nei periodi di pace, furono usati come propaganda politica, come quando Riccardo III diede a dei pellegrini delle vesti con sopra il suo cinghiale,, fra la fine del medioevo e l'inizio del rinascimento si diffusero ulteriormente, in altre parti d'Europa, quali Francia, Spagna e Italia.
si diffusero in questo tempo, Distintivi araldici anche a contenuto allegorico, alcuni distintivi araldici sono sopravvissuti fino all'età contemporanea.

## Galleria d'immagini

Ginestra dei Plantageneti
rosa dei Lancaster, uno dei più famosi distintivi araldici
rosa bianca degli York, un altro distintivo araldico
la " rose en soleil" degli York
Saracinesca dei Beaufort
fascio di frecce di Isabella di Castiglia
giogo di Ferdinando d'Aragona
unione dei due precedenti distintivi
salamandra di Francesco I, re di Francia
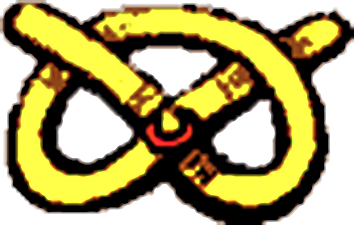
nodo degli Stafford
sole dei Borbone, un distintivo simile era usato dagli York
sole di York
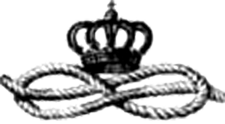
nodo Savoia
Biancospino di Enrico VII, adottato dopo il ritrovamento del cadavere di Riccardo III, sotto un biancospino
Distintivo araldico di casa Windsor.
Distintivo Araldico del College Of Arms
stendardo reale di Riccardo terzo di York,  con sopra il suo distintivo araldico:il cinghiale d'argento unghiato e difeso d'oro, linguato di rosso, e le " rose en soleil"
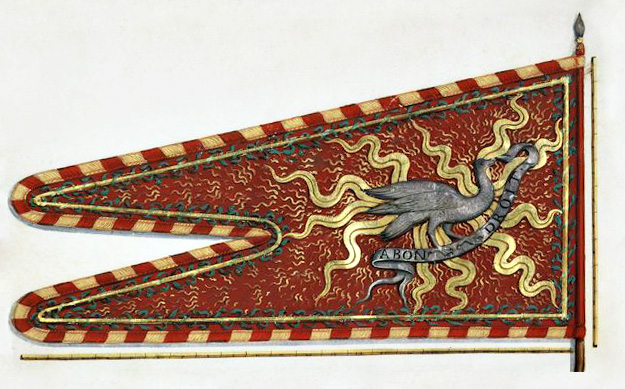
Stendardo di Massimiliano Sforza, con sopra il distintivo araldico degli Sforza, una colomba, sovrapposta ai raggi del sole, tenente un cartiglio con scritto" a bon droit"
Rosa Tudor